# دوازده جاسوس

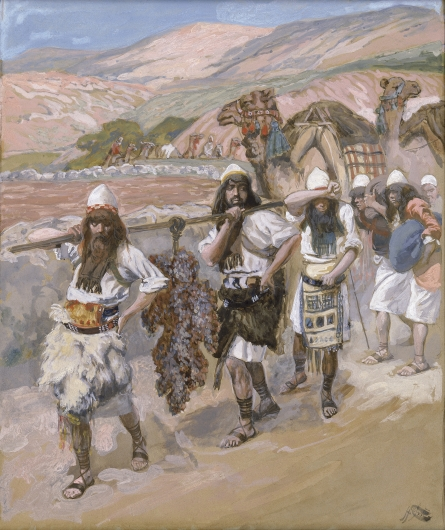
انگور کنعان اثر جیمز تیسوت. اگرچه جاسوسان خوشه ای از انگور را به قدری بزرگ آوردند که حمل آن به دو مرد نیاز داشت (اعداد 13:23)، تنها دو نفر از دوازده نفر گزارش خوبی از آن سرزمین آوردند.

دوازده جاسوس (انگلیسی: The Twelve Spies) همانطور که در کتاب سفر اعداد ثبت شده است، گروهی از سران  بنی‌اسرائیل، یکی از هر یک از دوازده قبیله ( اسباط اسرائیل) بودند که توسط موسی برای دیده بانی  سرزمین کنعان به مدت 40 روز فرستاده شدند. کنعان به عنوان خانه آینده برای قوم اسرائیل، در زمانی که بنی اسرائیل پس از خروج بنی‌اسرائیل از مصر از  مصر باستان در بیابان بودند.